# Horror of Fang Rock
A Horror of Fang Rock a Doctor Who sorozat nyolcvankettedik része, amit 1977. szeptember 2.-a és 23.-a között vetítettek négy epizódban.

## Történet
Valamikor a 20. század elején a magányos Fang Rock sziklára épített világítótorony egyik őre az égen furcsa fényt lát, ami nem messze a vízbe hull. A három toronyőr az újfajta, villanygenerátorral működő reflektor miatt bosszankodik, mivel az áram időnként ki-kihagy. Közben a Doktor és Leela az apró szigetre érkeznek, a TARDIS szokás szerint kissé eltévedt. A Doktor 
kíváncsiságát felkelti a fény nélküli világítótorony, ezért odaindulnak. Érkezésükkel szinte egyidőben a generátort kezelő mérnök titokzatos módon meghal. Hamarosan szokatlanul sűrű köd lepi el a környéket. Reuben, a legidősebb toronyőr szerint visszatért Fang Rock szörnye, hogy elpusztítsa őket - 80 évvel korábban már történt valami rejtélyes szörnyűség, a három akkori 
toronyőr közül kettő meghalt, egy pedig megőrült.
Hamarosan egy hajó a szikláknak ütközik a ködben, négyen menekülnek meg és keresnek védelmet a toronyban. De újabb titokzatos halálesetek történnek, valami borzasztóság támadt a toronyban összezsúfolódott védtelen emberekre...

### Megjegyzés
A film alapjául valóságos történet szolgált. 1900-ban karácsony előtt pár nappal a Skócia partjainál fekvő Flannan sziget világítótornyának három toronyőre máig tisztázatlan módon eltűnt. A torony fénye kialudt és a másnap odaérkező mentőhajó egy lelket sem talált ott. A konyhaasztalon félig elfogyasztott ételek voltak, egy felborult szék utalt csak arra, hogy hirtelen történhetett valami.
A történetet az angol költő, Wilfrid Wilson Gibson is feldolgozta a Flannan 
Isle (Flannan sziget) című balladájában.

## Epizódok listája
| Epizódok sorszáma | Bemutató napja       | Hossza | Nézők száma (millió) |
| ----------------- | -------------------- | ------ | -------------------- |
| 1                 | 1978. szeptember 2.  | 24:10  | 6,8                  |
| 2                 | 1978. szeptember 9.  | 24:10  | 7,1                  |
| 3                 | 1978. szeptember 16. | 23:12  | 9,8                  |
| 4                 | 1978. szeptember 23. | 23:49  | 9,9                  |

## Könyvkiadás
A könyvváltozatát 1978. március 30.-n adta ki a Target könyvkiadó.

## Otthoni kiadás
- VHS-n 1998 júliusában adták ki.
- DVD-n 2005. január 17.-n adták ki.
  - Az USA-n 2005. szeptember 6.-n adták ki.

### Fordítás
- Ez a szócikk részben vagy egészben  a   Horror_of_Fang_Rock című angol Wikipédia-szócikk fordításán alapul.  Az eredeti cikk szerkesztőit annak laptörténete sorolja fel. Ez a jelzés csupán a megfogalmazás eredetét és a szerzői jogokat jelzi, nem szolgál a cikkben szereplő információk forrásmegjelöléseként.